# Crimes sans châtiment
Pour plus de détails, voir Fiche technique et Distribution.
Crimes sans châtiment (titre original : Kings Row) est un film américain réalisé par Sam Wood, sorti en 1942.
La musique du film, écrite par le compositeur autrichien Erich Wolfgang Korngold, est inspirée d'un thème de l'opéra Manon Lescaut de Giacomo Puccini, et aurait par la suite influencé John Williams pour l'écriture du thème de la saga Star Wars.

## Fiche technique
- Titre : Crimes sans châtiment
- Titre original : Kings Row
- Réalisation : Sam Wood
- Scénario : Casey Robinson d'après le livre de Henry Bellamann
- Direction artistique : Carl Jules Weyl
- Musique : Erich Wolfgang Korngold
- Photographie : James Wong Howe
- Montage : Ralph Dawson
- Décors : William Cameron Menzies
- Costumes : Orry-Kelly
- Production : Hal B. Wallis
- Société de production : Warner Bros. Pictures
- Pays de production : États-Unis
- Format : Noir et blanc - 1,37:1 - Mono
- Genre : Drame
- Durée : 127 minutes
- Date de sortie : 1942

## Distribution
- Ann Sheridan : Randy Monaghan
- Robert Cummings : Parris Mitchell
- Ronald Reagan : Drake McHugh
- Betty Field : Cassandra Tower
- Charles Coburn : Dr. Henry Gordon
- Claude Rains : Dr. Alexander Tower
- Judith Anderson : Mrs. Harriet Gordon
- Nancy Coleman : Louise Gordon
- Kaaren Verne : Elise Sandor
- Maria Ouspenskaya : Madame von Eln
- Harry Davenport : Colonel Skeffington
- Ernest Cossart : Pa Monaghan
- Minor Watson : Sam Winters
- Ann E. Todd : Randy Monaghan
- Ludwig Stossel : Professeur Berdorff
- Ilka Grüning : Anna

Et, parmi les acteurs non crédités :
- Walter Baldwin : Adjoint de police
- Fred Kelsey : Bill Hockinson